# Afrophisis tanzanica
Afrophisis tanzanica is een rechtvleugelig insect uit de familie sabelsprinkhanen (Tettigoniidae). De wetenschappelijke naam van deze soort is voor het eerst geldig gepubliceerd in 1991 door Jin & Kevan.
1. ↑  (en) Afrophisis tanzanica op de IUCN Red List of Threatened Species.